# Valentin Vacherot
Valentin Vacherot (* 16. November 1998 in Roquebrune-Cap-Martin, Frankreich) ist ein monegassisch-französischer Tennisspieler.

## Karriere
Vacherot spielte nur wenige Spiele der ITF Junior Tour. In der Jugend-Rangliste erreichte er mit Rang 440 seine höchste Notierung.
Bei den Profis spielte Vacherot 2014 sein erstes Turnier, 2015 konnte er sich im Einzel erstmals in der Tennisweltrangliste platzieren. Mit einem Einzug ins Halbfinale und Finale 2016 auf der ITF Future Tour konnte Vacherot das Jahr 2016 zum ersten Mal in den Top 1000 der Welt beenden. Von 2016 bis 2020 absolvierte er ein Studium an der Texas A&M University im Fach Betriebswirtschaftslehre und spielte während dieser Zeit auch College Tennis. 2021 kehrte er auf die Tour zurück und konnte direkt fünf Future-Finals erreichen, wovon er zwei zu seinen ersten Titel nutzte. Viermal spielte er für die monegassische Davis-Cup-Mannschaft, für die er alle Matches gewann. Das Jahr beendete er auf Platz 631 in der Einzel-Rangliste.
2022 gewann er drei Future-Titel im Einzel. Er spielte für den TV Reutlingen in der 2. Tennis-Bundesliga. Außerdem gelangen ihm nun auch Erfolge auf der ATP Challenger Tour. In San Marino gelang ihm der Sprung ins erste Challenger-Viertelfinale. Beim eine Woche später beginnenden Turnier in Nonthaburi gewann er den Titel. Vor Jahresende kam er noch ein weiteres Mal zu einem Viertelfinale. Sein Karrierehoch von Platz 261 erreichte er im September 2022. Im Doppel gewann Vacherot in Tiburon das erste Turnier überhaupt und direkt bei einem Challenger. Dadurch verbesserte er sich um über 500 Plätze auf Rang 490.

## Erfolge
| Legende (Anzahl der Siege) |
| Grand Slam                 |
| ATP Finals                 |
| ATP Tour Masters 1000      |
| ATP Tour 500               |
| ATP Tour 250               |
| ATP Challenger Tour (5)    |

### Einzel

#### Turniersiege
| Nr. | Datum            | Turnier        | Belag     | Finalgegner    | Ergebnis        |
| --- | ---------------- | -------------- | --------- | -------------- | --------------- |
| 1.  | 28. August 2022  | Nonthaburi (1) | Hartplatz | Lý Hoàng Nam   | 6:3, 7:64       |
| 2.  | 6. Januar 2024   | Nonthaburi (2) | Hartplatz | Lucas Pouille  | 3:2 aufgg.      |
| 3.  | 13. Januar 2024  | Nonthaburi (3) | Hartplatz | Manuel Guinard | 7:5, 7:65       |
| 4.  | 25. Februar 2024 | Pune           | Hartplatz | Adam Walton    | 3:6, 7:65, 7:65 |

### Doppel

#### Turniersiege
| Nr. | Datum           | Turnier | Belag     | Partner       | Finalgegner                 | Ergebnis          |
| --- | --------------- | ------- | --------- | ------------- | --------------------------- | ----------------- |
| 1.  | 8. Oktober 2022 | Tiburon | Hartplatz | Leandro Riedi | Ezekiel Clark Alfredo Perez | 6:72, 6:3, [10:2] |